# Sinfonia n. 14 (Mozart)

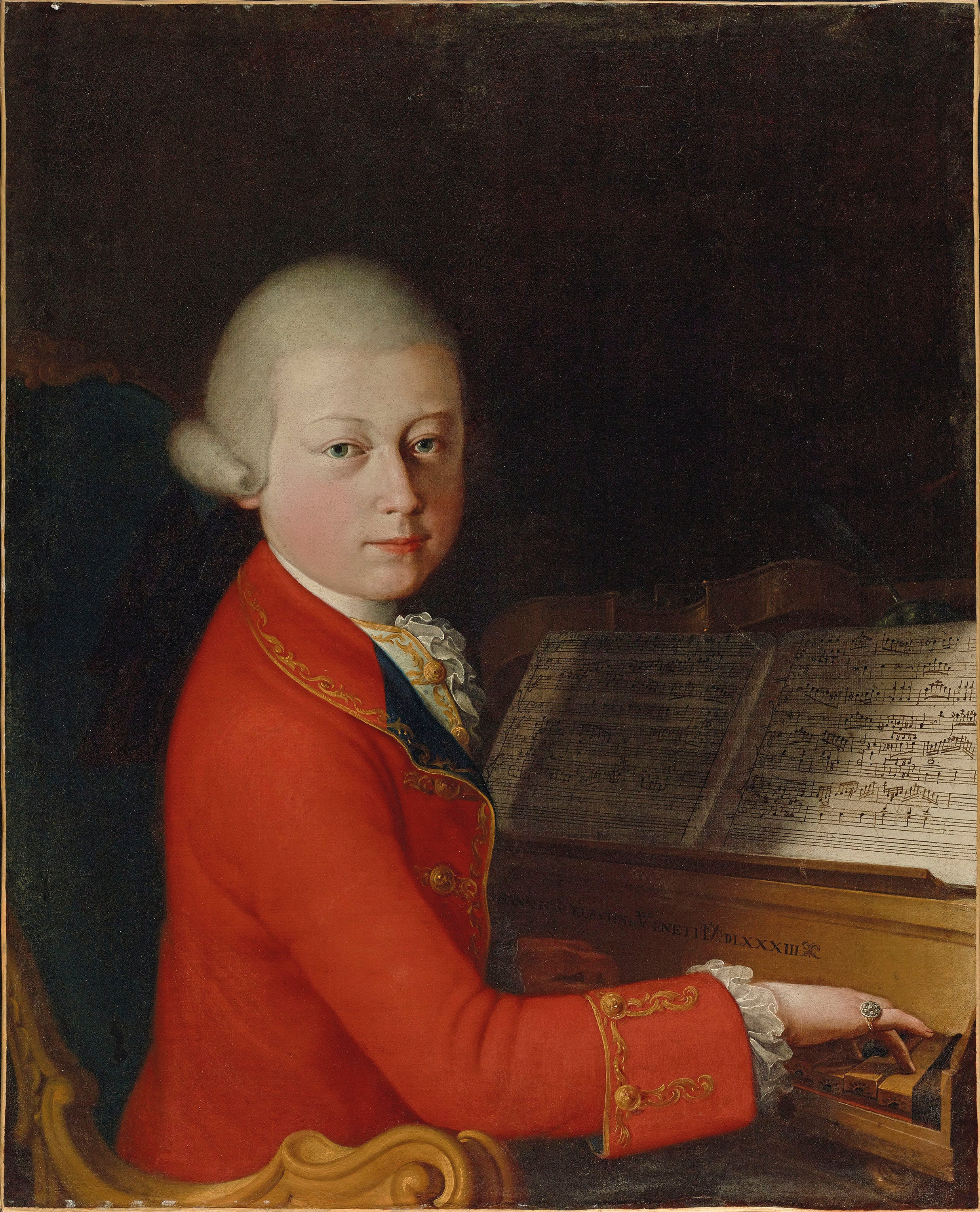
Wolfgang Amadeus Mozart nel 1770.

La sinfonia n. 14 in La maggiore K 114 è una composizione di Wolfgang Amadeus Mozart completata a Salisburgo il 30 dicembre 1771.

## Storia

### Contesto
La carriera di Mozart come sinfonista era iniziata a Londra durante la grande tournée europea della famiglia Mozart fra il giugno 1763 e il novembre 1766. Il padre, Leopold, aveva pianificato il viaggio per esibire il talento dei propri figli, Wolfgang e Maria Anna, presso le principali corti europee. In questo periodo Wolfgang venne a contatto con le principali tradizioni musicali europee (tedesca, britannica, francese e italiana) e realizzò le sue prime sinfonie, che si ponevano nel solco delle composizioni in tre movimenti all'italiana in stile galante di Carl Friedrich Abel e di Johann Christian Bach. Inoltre, ascoltò anche le sinfonie di altri compositori come Thomas Arne, William Boyce e Giuseppe Sammartini.
In seguito, Leopold e i suoi figli trascorsero diversi mesi nel 1768 a Vienna durante i quali Wolfgang adattò il proprio stile ai gusti del pubblico viennese, adottando fra le varie cose la struttura della sinfonia in quattro movimenti. Wolfgang e suo padre Leopold fecero tre viaggi in Italia fra il dicembre 1769 e il maggio 1773. In questo periodo Wolfgang alternò i suoi viaggi con soggiorni a Salisburgo, durante i quali compose l'opera Mitridate, re di Ponto, oltre a diverse sinfonie influenzate dal gusto italiano. Nel 1772 e nel 1773 Mozart visse un periodo di entusiasmo per la scrittura sinfonica, componendo ogni anno sette nuove sinfonie (dalla n. 15 alla n. 27). Ridusse poi la sua attività in questo campo e, nei due anni successivi, apparvero solo tre nuove sinfonie (le n. 28, n. 29 e n. 30).

### Composizione
La sinfonia n. 14 venne completata pochi giorni dopo il ritorno a Salisburgo dal secondo viaggio di Mozart in Italia. La prima pagina del manoscritto reca l'iscrizione autografa «del Sig.r Cavaliere Amad: Wolfg: Mozart le 30 decembre 1771 à Salisburgo». Mozart era stato insignito del titolo di cavaliere dall'Ordine dello Speron d'oro da papa Clemente XIV il 4 luglio 1770. Lo scopo originario di questa composizione è sconosciuto.
Il 16 dicembre 1771, il giorno successivo al ritorno di Mozart, morì Sigismund III von Schrattenbach, il principe-arcivescovo di Salisburgo che ne aveva sostenuto in modo significativo la carriera di bambino prodigio. Forse Mozart intendeva usare questa nuova sinfonia come "biglietto da visita" in vista dell'imminente elezione del successore. Secondo il musicologo Konrad Küster, la morte di Schrattenbach potrebbe aver rappresentato uno shock per i Mozart a causa delle conseguenze che questo avvenimento avrebbe potuto avere per il proseguimento della carriera artistica del ragazzo.

### Prima esecuzione e pubblicazione
La data e il luogo della prima esecuzione non sono noti. Il manoscritto autografo è conservato presso la Biblioteca Jagellonica di Cracovia e può essere consultato online. La prima edizione a stampa fu pubblicata nel 1880 da Breitkopf & Härtel a Lipsia, che la stampò con il nome Wolfgang Amadeus Mozarts Werke, Serie VIII, No. 14.

## Strumentazione
La partitura è scritta per un'orchestra composta da:
- Archi: violino 1° e 2°, viola, violoncello/contrabbasso.
- Fiati: due flauti e due oboi.
- Ottoni: due corni.

La partitura non prevede espressamente il fagotto e il clavicembalo ma, nelle orchestre dell'epoca, era prassi comune utilizzare questi due strumenti, se presenti, per rinforzare la linea del basso o come basso continuo, anche senza notazione separata.

## Struttura e analisi
La sinfonia è formata da quattro movimenti:
1. Allegro moderato, in La maggiore, tempo 2/2.
2. Andante, in Re maggiore, tempo 3/4.
3. Minuetto, in La maggiore, tempo 3/4, e Trio, in La minore, tempo 3/4.
4. Allegro molto, in La maggiore, tempo 2/4.

L'esecuzione integrale dura circa 15/18 minuti.

### Allegro moderato
Il primo movimento, Allegro moderato, è composto in La maggiore, in tempo 2/2 e segue la forma-sonata. Si apre con un piano dei violini, a differenza della consueta apertura in forte. La struttura di otto battute che sta alla base del tema iniziale è, a sua volta, divisa in due metà: la prima consta di quattro battute ed è caratterizzata da intervalli discendenti (quarta e quinta) ai quali poi corrispondono, nella seconda metà, quattro battute con intervalli ascendenti (quinta e ottava). Come appendice al tema, gli strumenti a fiato eseguono un breve assolo simile a una fanfara (battute 16-17).
Il passaggio al secondo tema (battute 18-36) inizia con tremolo e accordi spezzati in La maggiore e, poi, riprende i motivi del primo tema con caratteristici salti di ottava. Il secondo tema (battute 36-46) è presentato solo dagli archi con un inizio imitativo (1° violino - 2° violino - viola). La seconda metà del tema è caratterizzata dal dialogo dei violini con frasi brevi e staccate. Nello sviluppo, un nuovo terzo terzo di due battute, che ricorda in qualche modo l'appendice del primo tema (battute 16-17), viene suonato in modo imitativo dall'orchestra. Il successivo passaggio sincopato in forte riporta poi alla ripresa, strutturata come l'esposizione. Di seguito, l'incipit del movimento:

### Andante
Il secondo movimento, Andante, è composto in Re maggiore ed è in tempo 3/4. È caratterizzato da un tema principale di notevole lirismo e da una sezione centrale cameristica degli archi. I corni tacciono per l'intera durata. Gli oboi vengono utilizzati selettivamente in pochi passaggi, per lo più come strumenti di supporto. Di seguito, l'incipit del movimento:

### MinuettoeTrio
Il manoscritto autografo della sinfonia contiene due minuetti. Il primo, con gli oboi, venne cancellato e sostituito da uno un po' più lungo e più complesso dal punto di vista armonico e compositivo, con i flauti al posto degli oboi. Il nuovo minuetto inizia con una melodia ascendente in forte. All'inizio della seconda parte suonano solo i violini e la viola, con il secondo violino che imita la parte del primo violino. Il trio, uguale in entrambe le versioni del minuetto, è in La minore ed è eseguito solo dagli archi. Il primo violino esegue una melodia dai tratti lamentosi, accompagnata da terzine continue del secondo violino e dal supporto di viola e bassi. Di seguito, gli incipit del minuetto e del trio:

### Allegro molto
Il quarto e ultimo movimento, Allegro molto, riprende la tonalità iniziale di La maggiore e l'indicazione di tempo è 2/4. Il movimento si apre con tre accordi realizzati dall'intera orchestra e ripetuti due volte, molto simili a quelli dell'ultimo movimento della sinfonia n. 15, composta solo pochi mesi dopo, seguiti da una serie di episodi eleganti. La sezione seguente contiene una sequenza ripetuta di accordi simili a cadenze che potrebbe essere un'allusione alla Bergamasca, una danza in cui la melodia è basata su una sequenza continua di questi accordi. Di seguito, l'incipit del movimento: